# Bucsuta
Bucsuta község Zala vármegyében, a Letenyei járásban, a Zalai-dombság területén, a Göcsejben.

## Fekvése
Nagykanizsától északnyugatra 23 kilométerre, Letenyétől 19 kilométerre északra, Zalaegerszegtől 34 kilométerre délre található, nagy dombok és erdők között. A Letenye és Zalaegerszeg térségét összekapcsoló Becsehely-Bak közti 7536-os út közelében helyezkedik el, területén a Zalaszentbalázs-Szentliszló közti 7534-es út halad végig.

## Története
Bucsuta nevét az írásos források 1289-ben említették Bachita néven, de a település nevének fennmaradt változatai szerint folyamatosan lakott hely volt. Nevét 1320-ban Bazytha, 1360-ban Bachta, 1364-ben Bachytha, 1524-ben Bwchytha, 1542-ben Bochyta, 1576-ban Bacsita, 1696-ban Borcsita, 1720-ban Bocsuta, 1790-ben Butsota, 1796-ban pedig Bucsuta formában írták.
A települést 1541-ben orosztonyi és bakonaki nemesek familiárisaikkal együtt kirabolták, majd 1576-ban a törökök - több más faluval együtt - felégették. A falu Kanizsa török uralma alatt lakatlan hely volt, a lakosság az erdőbe vagy más településre menekült. Az elpusztásodott helyet a terület új urai megpróbálták benépesíteni. Az Esterházyak levéltárában fennmaradt egy telepítő levél 1694-ből, ekkor hét negyed telek volt itt hét családdal és egy zsellérrel. A népesség csak lassan nőtt, még 1710-ben is prelidum volt.
A falu a Mária Terézia-féle urbárium kiadásakor herceg Eszterházi Miklós tulajdonában volt. Ekkor a községhez már szőlőhegy is tartozott. 1777-ben Bánokszentgyörgy filiája, ekkor 13 jobbágy lakta és a helységnek ekkor csak haranglába volt. Az oktatást a bánokszentgyörgyi tanító látta el.
1786-ban az alsólendvai uradalom része volt, lakosai a bárány és méhtizedet természetben adták. 1793-ra a lakosság 343 főre csökkent majd ezt követően gyarapodásnak indult. 1796-ban a falu 62-házában 469 római katolikus lakos élt. Az uradalmi erdőt makkoltatás és épületfa kitermelés céljára hasznosították és a községnek pálinkafőzdéje és 568 hold irtásföldje is volt.
1828-ban 62 házat és 469 római katolikus lelket írtak össze a faluban. 1868-ban elemi iskolája is létesült. 1910-re már 374-en tudtak írni és olvasni.
A lakosság fő megélhetési forrása az állattartás volt, amely az erdei élethez kapcsolódott, de az 1940-es évekig megélhetést jelentett a szövés-fonás is. 
A 19. századtól a falunak két-három szénégetője is volt, akik eladásra égették a szenet, de laktak az erdőben vesszőabroncs és fazsindelykészítők is.
A környék olajmezőinek feltárása, az olajipar fellendülése óriásit lendített a lakosság anyagi helyzetén. Mód nyílt terményeiknek Bázakerettyén való értékesítésére is.
A falutól északra fekvő dombos terület a török idők előtt lakott volt. A régi erdő kivágásakor a területről sok templomi kincs, csontvázak, tégla és kőmaradványok kerültek elő. A községhatár környékén több melegvízű forrás is található.
Fényes Elek írta egykor a településről:
"Bucsuta, magyar falu, Zala vármegyében, 459 katholikus lakossal. Földesura b. Eszterházy. Utolsó posta Alsó-Lendva."

## Közélete

### Polgármesterei
- 1990–1994: Ifj. Szabó István (nem ismert)[3]
- 1994–1998: Szabó István (független)[4]
- 1998–2001: Szabó István (független)[5]
- 2001–2002: Gyurkó Imréné (független)[6][7]
- 2002–2006: Gyurkó Imréné (független)[8]
- 2006–2010: Gyurkó Imréné (független)[9]
- 2010–2014: Kucséber József (független)[10]
- 2014–2019: Kucséber József (független)[11]
- 2019–2024: Kucséber József (független)[12]
- 2024– : György Noémi (független)[1]

A településen 2001. szeptember 30-án időközi polgármester-választást tartottak, az előző polgármester lemondása miatt.

## Népesség
A település népességének változása:
| Lakosok száma | 227  | 217  | 214  | 197  | 209  | 207  | 210  |
|               | 2013 | 2014 | 2015 | 2021 | 2022 | 2023 | 2024 |

A 2011-es népszámlálás idején a nemzetiségi megoszlás a következő volt: magyar 95,6%, cigány 3,9%. A lakosok 89%-a római katolikusnak, 1,37% reformátusnak, 2,28% felekezeten kívülinek vallotta magát (6,8% nem nyilatkozott).
2022-ben a lakosság 81,3%-a vallotta magát magyarnak, 2,4% cigánynak, 0,5% görögnek, 0,5% egyéb, nem hazai nemzetiségűnek (18,7% nem nyilatkozott; a kettős identitások miatt a végösszeg nagyobb lehet 100%-nál). Vallásuk szerint 57,9% volt római katolikus, 0,5% református, 3,8% egyéb keresztény, 8,6% felekezeten kívüli (29,2% nem válaszolt).